# Ruth von Wild
Ruth von Wild (1912 - † 1983) fue una maestra suiza, nacida en Barcelona, que trabajó en la asociación "Ayuda Suiza" para auxiliar a los niños damnificados de la guerra civil española.

## Biografía

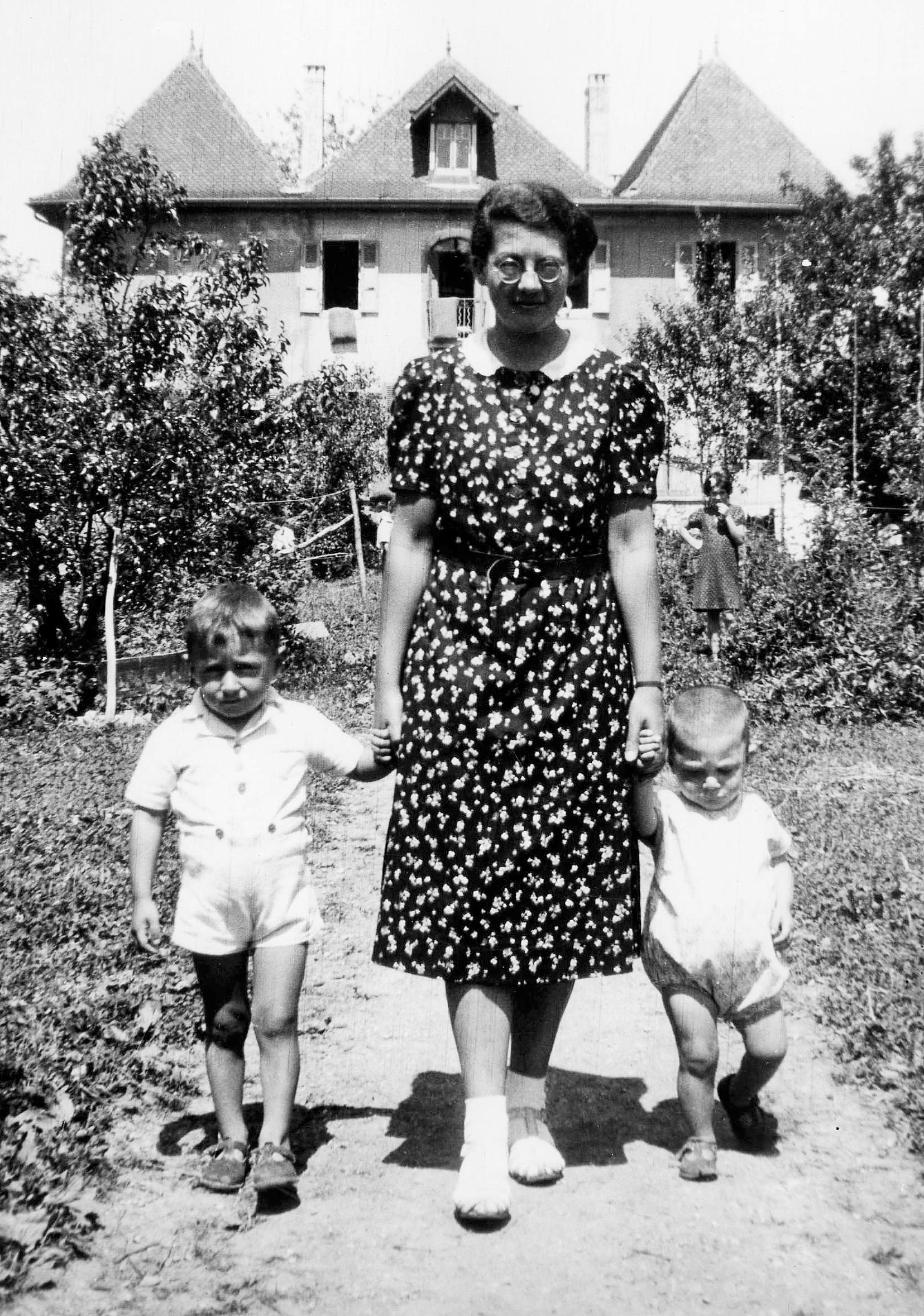
Ruth von Wild en el Hogar Infantil Pringy de la Cruz Roja Suiza ubicado en Francia.

Ruth von Wild nació en Barcelona el año 1912, en el seno de una familia suiza. Su padre, el ingeniero Ernest von Wild, ejercía de subdirector de la empresa Central Catalana de Electricidad, una compañía eléctrica con capital suizo. Ruth estudió francés en la universidad de Neuchâtel y ejerció de maestra en la Escuela Suiza de Barcelona, creada sobre todo para la comunidad de suizos que habitaba de forma permanente en la ciudad. Al cerrar el colegio por causa de la guerra, marchó a Inglaterra para completar su formación, pero volvió a Barcelona en agosto de 1938 para participar en el Comité Suizo de Ayuda a los Niños de España, más conocido como la Ayuda Suiza. Entre finales de enero e inicios de febrero del 1939, los miembros del comité salieron de Barcelona y se unieron a la población civil que huía a Francia (Retirada). Poco después, la Ayuda Suiza se reorganizó en el sur de Francia y Ruth von Wild dirigió una colonia de niños españoles refugiados en Sigean (colonia del Château du Lac). A finales del 1940, Ruth von Wild pasó a dirigir otra colonia de la misma entidad (ya transferida a la Cruz Roja Suiza) en Pringy (Alta Saboya), cercana a la frontera suiza, para niños damnificados de la guerra europea, mayoritariamente franceses, aunque también de otras nacionalidades, algunos de los cuales judíos. Después de la Segunda Guerra Mundial, continuó vinculada a acciones solidarias, ya que, como miembro de la Obra de las Iglesias Protestantes de Suiza, entre 1946 y 1961 dirigió una residencia para niños en condiciones desfavorecidas en Alemania y, más tarde, un asilo en el cantón suizo de Saint-Gall, hasta el 1974. Murió en Thun (Suiza) el año 1983.